# CA 콜론
클루브 아틀레티코 콜론(Club Atlético Colón, CA 콜론)은 아르헨티나 산타페를 연고로 하는 축구 클럽으로, 1905년 5월 5일 창단되었다.
산타페 지역 리그에서 활약하던 콜론은 1947년 아르헨티나 축구협회 회원이 되었고, 1965년 2부 리그 우승을 차지할 때까지 여러 해 동안 하부리그에 머물러 있었다. 이듬해 프리메라 디비시온에 승격한 콜론은 1995-96 시즌까지 꾸준히 최상위 리그에 잔류할 수 있었고, 그 사이 두 차례 3위 안에 드는 좋은 성적을 거두기도 했다. 1997년 아페르투라에선 팀 역사상 최고 성적인 2위로 리그를 마치기도 했고, 2000년 클라우수라에서도 3위를 차지하는 등, 수도권이 아닌 지역팀 치고는 좋은 성적을 거두고 있다.
이같은 국내 성적을 바탕으로 1997년 코파 CONMEBOL이나 2003년 코파 수다메리카나와 같은 국제대회에 진출하기도 했으며, 1998년에는 대망의 코파 리베르타도레스에 나갈 수 있었다. 그 대회에서 콜론은 8강전까지 올랐으나 리버 플레이트에 지면서 아깝게 탈락하였다.
콜론은 같은 지역을 연고로 하는 우니온 데 산타페와 로컬 더비 관계를 이루고 있는데, 우니온이 최근 프리메라 B 나시오날에 계속 머물러 있어 이들의 더비 경기는 수년간 이루어지지 못하고 있다.
2005년 콜론은 팀 창단 100주년을 기념하기 위해 여름 토너먼트 대회인 코파 산타페(Copa Santa Fe)를 제정했다.

## 구단 별명
콜론은 로스 사발레로스(Los Sabaleros)라는 별명을 가지고 있다. 이는 구단의 홈 구장이 살라도 강(Rio Salado)에 근접해 있어서 강을 근거로 하는 어부들을 팬으로 많이 확보한 덕분인데, 어부들이 주로 잡는 물고기가 참다랑어와 유사하게 생긴 민물 산란 회귀어종인 사발로스(Sabalos)였기 때문이다.

## 홈 경기장
홈구장인 에스타디오 브리가디에르 헤네랄 에스타니슬라오 로페스(Estadio Brigadier General Estanislao López)는 32,500석 규모의 경기장으로 아르헨티나에서 10번째로 큰 경기장이다. 경기장의 이름은 아르헨티나 독립전쟁 당시 영국군의 침략으로부터 부에노스아이레스를 탈환한 건국영웅 에스타니슬라오 로페스(1786년-1838년)의 이름에서 유래했다. 로페스 경기장은 코끼리의 무덤(Cementerio de los Elefantes)라는 별명을 갖고 있는데, 과거에 리그의 빅 클럽들이 산타페에 와서 지는 경우가 많았기 때문이다. 물론, 지금도 콜론이 강팀들에게 홈에서 순순히 승점을 헌납하는 팀은 아니다.

## 선수 명단

### 현역
참고: FIFA 자격 규정에 따라 소속된 국가대표팀 국기를 표시합니다. 선수는 복수의 FIFA 비회원국 국적을 가지고 있을 수 있습니다.
| 번호 | 포지션 | 국적     | 이름                 |
| ---- | ------ | -------- | -------------------- |
| 14   | MF     | 콜롬비아 | 발도메로 페를라사    |
| 15   | MF     | 파라과이 | 앙헬 카르도소 루세나 |

| 번호 | 포지션 | 국적     | 이름            |
| ---- | ------ | -------- | --------------- |
| 26   | MF     | 파라과이 | 카를로스 아루아 |

## 역대 감독
| 감독                       | 임기        |
| -------------------------- | ----------- |
| 리카르도 가레카            | 2000        |
| 프란시스코 마투라나        | 2004        |
| 알피오 바실레              | 2004        |
| 후안 안토니오 피시         | 2005        |
| 헤라르도 마르티노          | 2005        |
| 레오나르도 아스트라다      | 2007 ~ 2008 |
| 클라우디오 모렐 로드리게스 | 2016        |